# Aleksa
Aleksa – forma żeńska imienia Aleksy.
W polskim piśmiennictwie wystąpiła na początku XV wieku jako Aleksa (1402) i Oleksa (1404).
Imię rzadkie. W 1994 roku żyło w Polsce 125 kobiet o takim imieniu. W styczniu 2025 r. w rejestrze PESEL, wśród publicznie dostępnych danych dotyczących osób żyjących, wykazano 81 kobiet o imieniu Aleksa nadanym jako imię pierwsze oraz 111 kobiet o imieniu w formie Alexa.
Aleksa imieniny obchodzi 18 marca, 18 maja.

## Kobiety o imieniu Aleksa
- Aleksa Palladino – amerykańska aktorka[4].